# 笠原浩夫
笠原 浩夫（かさはら ひろお、1967年1月19日 - ）は、日本の俳優。宮城県出身。キューブ所属。身長は183cm、体重は65kg。
劇団Studio Lifeに所属する俳優で、劇団の作品を中心に客演やドラマ、Vシネマ、映画など幅広く活躍中である。

## 出演

### テレビドラマ
- カンテーレ（関西テレビ[1]）
- ビューティ7 （2001年、日本テレビ）
- 土曜ワイド劇場 巡査鉄兵の推理日誌2（2001年、朝日放送）
- 正しい恋愛のススメ（2005年、TBS）
- トップキャスター（2006年、フジテレビ）
- がきんちょ〜リターン・キッズ〜（2006年、毎日放送）
- 松本清張ドラマスペシャル・霧の旗 （2010年、日本テレビ）
- CONTROL〜犯罪心理捜査〜（2011年、フジテレビ）

### 映画
- アザーライフ（2006年）

### 舞台

#### スタジオライフ
- トーマの心臓（1996年 - 2003年、2016年、2025年）[2]  / 訪問者（2016年）
- Sons（2001年）
- OZ -オズ-（2003年、2005年）
- 白夜行（2005年）
- マージナル（2008年）
- ガラスの動物園（2024年 - 2025年） / トム・ウィングフィールド[3][4]
- アダムとイヴの日記（2024年） / アダム[5]

#### 外部舞台
- 一郎ちゃんがいく（2003年）
- メディア（2005年）
- 魔界転生（2006年）